# Sherig-ool Oorzhak
Sherig-ool Dizizhikovich Oorzhak (en ruso: Шериг-о́ол Дизижи́кович О́оржак; 24 de julio de 1942) es un político ruso, que se desempeñó presidente de la República de Tuvá entre el 11 de abril de 1992 y el 6 de abril de 2007. Previamente, entre 1990 y 1992 había sido presidente del Consejo de Ministros (es decir, jefe de gobierno) de la República Autónoma Socialista Soviética de Tuvá.
El 12 de septiembre de 2001, Oorzhak expresó sus condolencias a los Estados Unidos con motivo de los ataques a las Torres Gemelas.
Fue reelegido por última vez el 17 de marzo de 2002 con el 53% de los votos para ser primer ministro del Gobierno tuvano y cambió su título de Presidente a Primer ministro. Fue obligado a dimitir el 6 de abril de 2007 después de que clanes locales opositores hicieran pública la corrupción de Oorzhak.
- Datos: Q1378179
- Multimedia: Sherig-ool Oorzhak / Q1378179